# HMAS Karangi
Le HMAS Karangi était un navire poseur de filets (en) de classe Bar (en) exploité par la Royal Australian Navy (RAN) pendant la Seconde Guerre mondiale. 

## Histoire

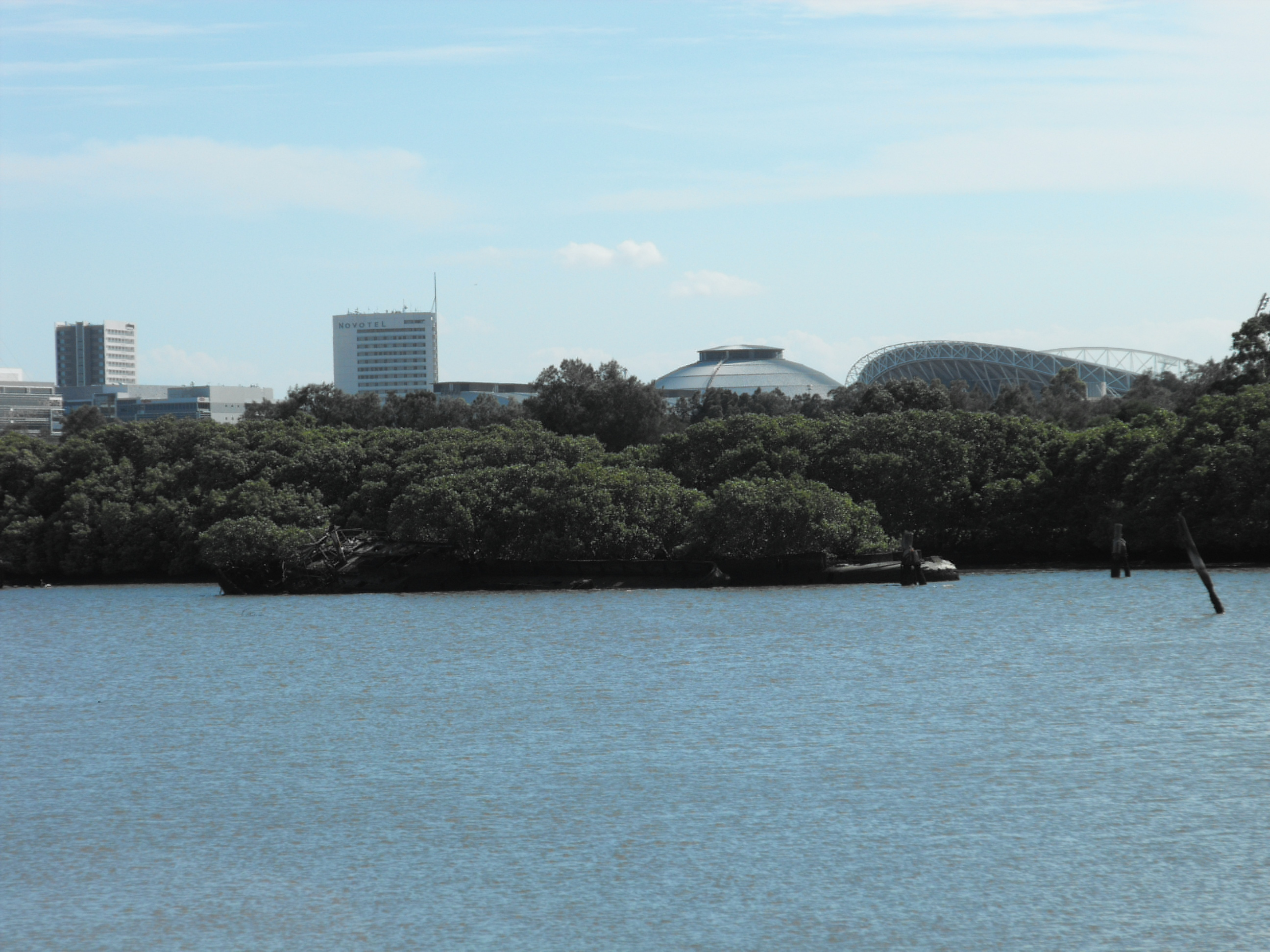
La carcasse de Karangi, envahie par la végétation, dans Homebush Bay en 2010.

Il a été le troisième navire poseur de filets construit par le Cockatoo Docks & Engineering Company (en) sur l'Île Cockatoo, à Sydney, après le HMAS Koala (en) et le HMAS Kangaroo (en), et fut mis à l'eau le 16 août 1941.
Le navire arriva à Darwin le 24 janvier 1942 et fut présent lors du bombardement de Darwin. Le navire reçu l'honneur de bataille "Darwin 1942-43" pour son service en temps de guerre,, où il servit sans interruption jusqu'à fin 1943, à l'exception d'une période de réaménagement à Brisbane, Karangi. En 1952, le HMAS Karangi participa aux essais atomiques aux îles Montebello.
Il a été vendu, démilitarisé, le 8 septembre 1966 à L. Bookluck d'Enmore et l'ossature métallique a été enlevée avant que la coque ne soit abandonnée à Homebush Bay en 1970, où il cohabite désormais avec le SS Heroic, les épaves des navires SS Mortlake Bank et du SS Ayrfield, et d'autres bateaux comme des dragueurs ou des barges. 
Pendant ses 16 années de service, le HMAS Karangi parcouru 73 000 miles (117 482,11 km). 